# نشان دولتی اتحاد جماهیر شوروی
نشان دولتی اتحاد جماهیر شوروی در سال ۱۹۲۳ تصویب شد و تا زمان انحلال اتحاد جماهیر شوروی در سال ۱۹۹۱ مورد استفاده قرار گرفت. اگرچه از نظر فنی یک نشان‌واره است تا یک نشان، اما از قوانین سنتی هرالدیک پیروی نمی‌کند، در روسی به آن герб (گِرب) گفته می‌شود، کلمه‌ای که برای یک نشان ملی سنتی استفاده می‌شود. این اولین نشان دولتی بود که در سبک معروف به هیرالدیک سوسیالیستی ایجاد شد، سبکی که در نشان سایر کشورهای سوسیالیستی مانند نشان جمهوری خلق چین نیز دیده می‌شود.

## ویژگی
نشان ملی شوروی شامل داس و چکش بر روی کره زمین و ستاره سرخ در بالای آن است و دو خوشه گندم در طرفین دارد که توسط روبان‌هایی با جمله " کارگران جهان متحد شوید! " به زبان‌های رسمی جمهوری‌های شوروی پوشانده شده‌است.

## تاریخچه

### طراحی
در پاییز ۱۹۲۲، کمیسیون توسعه نمادهای شوروی کار خود را در گزناک آغاز کرد. در آن روزها ترکیباتی از اولین مارک‌ها و اسکناس‌های شوروی ایجاد شد. در ۱۰ ژانویه ۱۹۲۳، هیئت رئیسه کمیته اجرایی مرکزی اتحاد جماهیر شوروی، کمیسیونی را برای توسعه نشان و پرچم دولتی تأسیس کرد. در همان زمان، CEC عناصر اصلی نمادهای دولتی اتحادیه را تعریف کرد: خورشید، داس و چکش، شعار "پرولترهای همه کشورها، متحد شوید!".
در فوریه ۱۹۲۳ دستور ایجاد نشان به گزناک تحویل داده شد. هنرمندان گزناک انواع خود را ارائه کردند، طرح‌هایی از پروژه‌های نشان اسلحه هنرمندان DS Golyadkin, Ya.B. درایر، N.N. کوچوری، وی. Kupriyanov, P. Rumyantsev, AG Yakimchenko, I. Shadra. یک پروژه جالب توسط هنرمند K.I. دونین-بورکوفسکی - او به عنوان یکی از طرفداران هرالدریک کلاسیک، نشان دهنده کتthe USSR as a heraldic shield with a sickle and a hammer.

#### پیشنهادهای رد شده
در طول تأسیس جمهوری شوروی روسیه، ولادیمیر لنین و رفقایش گنجاندن نماد شمشیر علاوه بر چکش و داس را به عنوان بخشی از نشان ملی در نظر گرفته بودند که در نهایت پرچم بر آن بنا شد. این ایده از نظر بصری بسیار تهاجمی رد شد و لنین ظاهراً تأیید کرد: «شمشیر یکی از نمادهای ما نیست.»
| Design |                       |                       |              |                |               |                  |         |
| Artist | Alexander Yakimchenko | Alexander Yakimchenko | Y. B. Dreyer | D.S. Golyadkin | N. N. Kochura | V. D. Kupriyanov | unknown |

#### پیشنهادهای موفق
پروژه رئیس بخش هنری و تولید مثل گزناک، V. N. Adrianov، بسیار نزدیک به طراحی نشان دولتی تأیید شده رسمی اتحاد جماهیر شوروی است. او پیشنهاد کرد که تصویری از کره زمین باید در نشان گنجانده شود تا نشان دهد عضویت اتحاد جماهیر شوروی برای همه ملل جهان باز است.
در ۲۸ ژوئن ۱۹۲۳، او مونوگرام قبلی "СССР" را با یک ستاره قرمز در بالای نشان پیشنهادی جایگزین کرد.

#### تصویب
طراحی نشان موفق پیشنهادی توسط ایوان دوباسوف دوباره ترسیم شد. در اولین پیش نویس او، شعارهایی بر روی نوار قرمز رنگی که قسمت پایینی نشان را می‌پوشاند، قرار داده شده بود. سپس تصمیم گرفته شد که شعارهایی به ۶ زبان روی نوار شنود گذاشته شود.

### نسخه اول (۱۹۲۳–۱۹۳۶)
پروژه اولین نسخه از نشان دولتی در ۶ ژوئیه ۱۹۲۳ توسط دومین جلسه کمیته اجرایی مرکزی (CIK) پذیرفته شد و نسخه در ۲۲ سپتامبر آن سال تکمیل شد. سال. این طرح در قانون اساسی شوروی ۱۹۲۴ تثبیت شد: "نشان دولتی اتحاد جماهیر شوروی متشکل از یک داس و یک چکش بر روی کره زمین است که در پرتوهای خورشید به تصویر کشیده شده و قاب شده‌است. توسط خوشه گندم، با کتیبه "کارگرهای جهان، متحد شوید!" به شش زبان — روسی، اوکراینی، بلاروسی، گرجی، ارمنی، آذربایجانی. در بالای نشان یک ستاره پنج پر است."
این نشان توسط ولادیمیر آدریانوف ساخته شد و توسط ایوان دوباسوف به پایان رسید. در سال ۱۹۳۱، تاجیک پس از تشکیل تاجیک SSR در سال ۱۹۲۹ اضافه شد.

### نسخه دوم (۱۹۳۶–۱۹۴۶)
بر اساس قانون اساسی شوروی ۱۹۳۶، اتحاد جماهیر شوروی متشکل از یازده جمهوری بود. از این رو تفاوت اصلی نسخه جدید با نسخه قبلی یازده نوار بود که کتیبه‌های شعار دولت اتحاد جماهیر شوروی را به یازده زبان نشان می‌داد. زبان‌های اضافه‌شده عبارت‌اند از ترکمن، ازبکی، قزاق، قرقیزی و تاجیک.

### نسخه سوم (۱۹۴۶–۱۹۵۶)

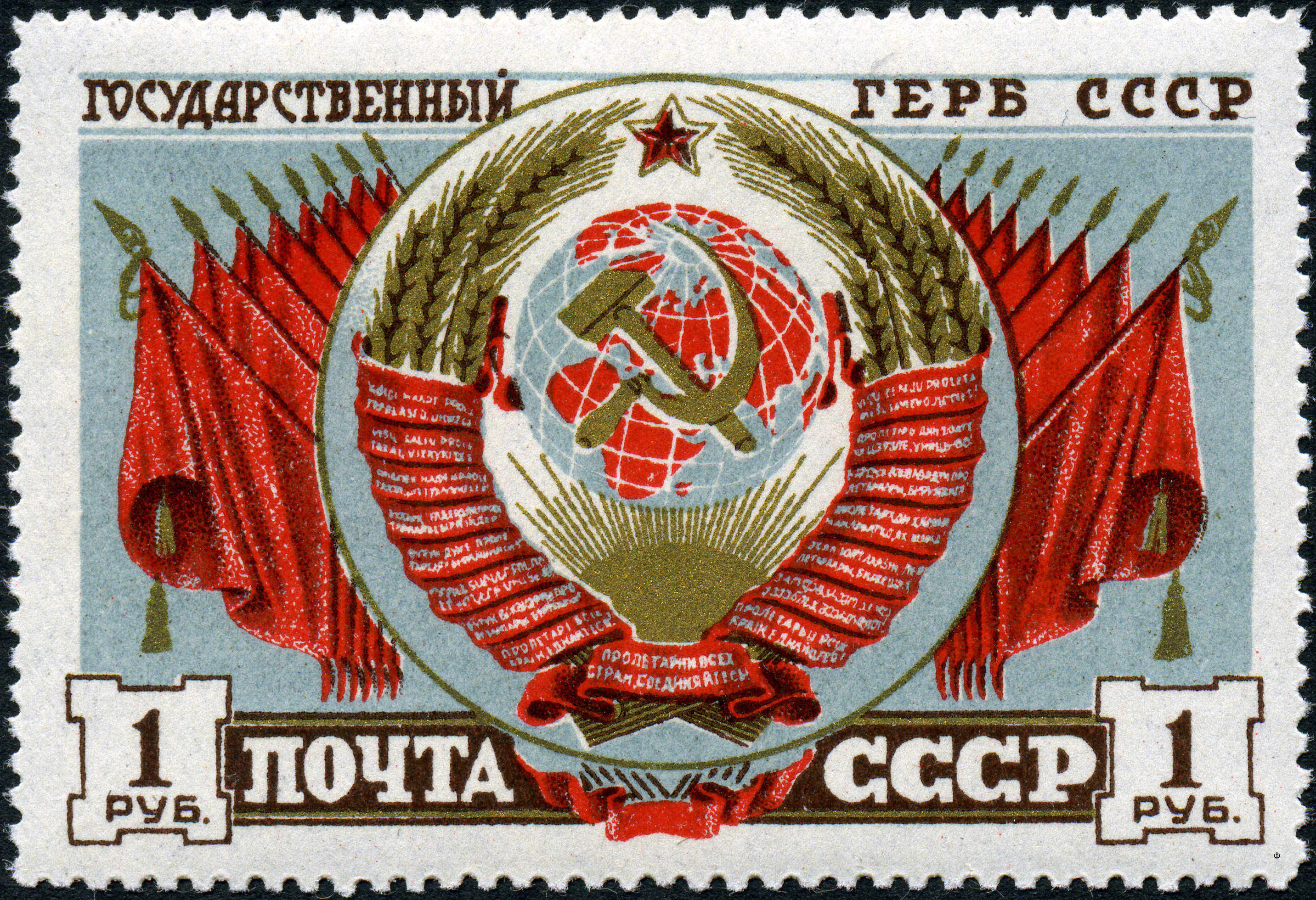
نسخه ۱۹۴۶ روی تمبر پستی شوروی

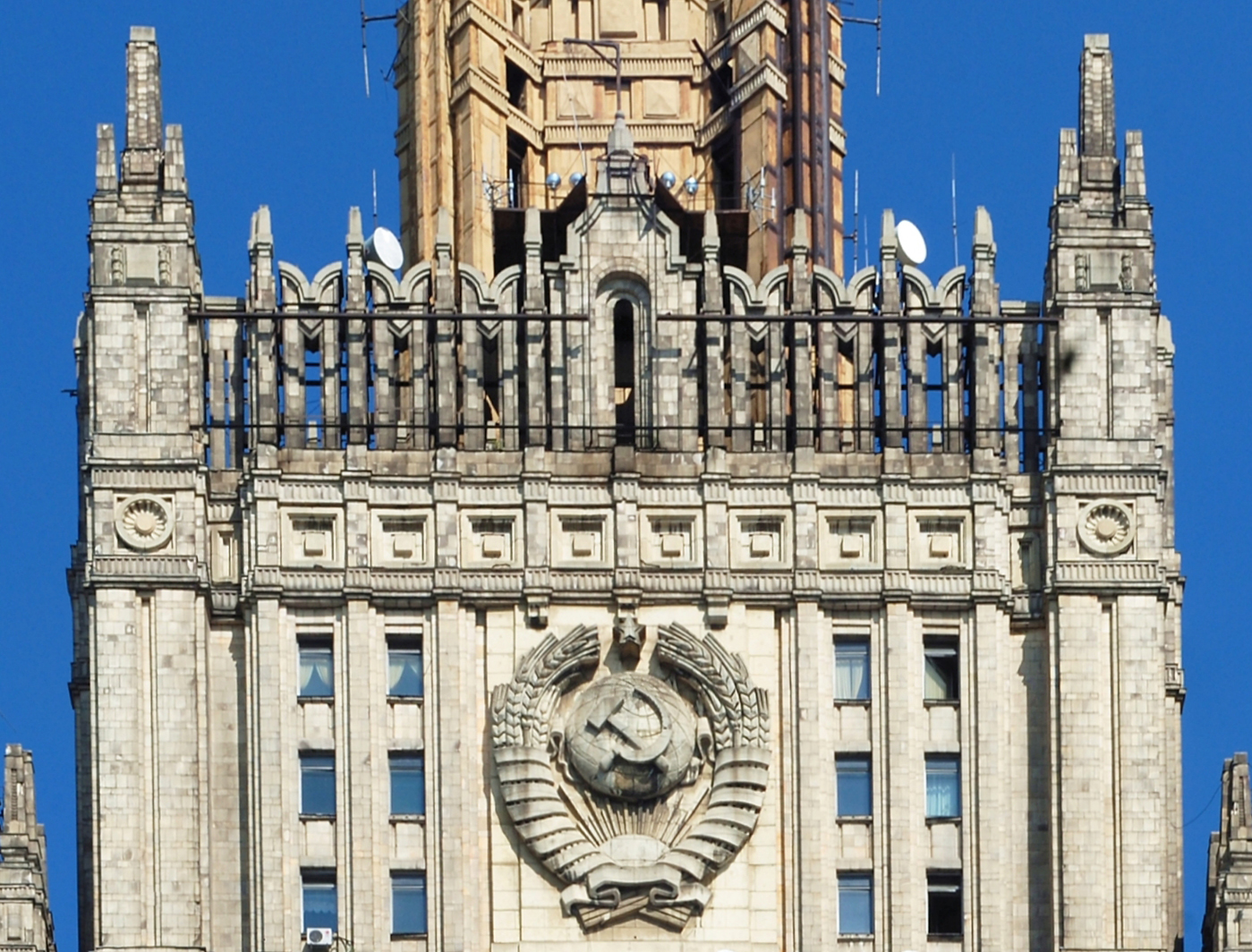
نشان دولت شوروی بر روی ساختمان وزارت امور خارجه روسیه، ۲۰۱۱. ۱۶ روبان موجود است.

تعداد جمهوری‌ها در اتحاد جماهیر شوروی پس از سپتامبر ۱۹۳۹، قبل از حمله آلمان به اتحاد جماهیر شوروی در ژوئن ۱۹۴۱ به ۱۶ رسید، اما نشان دولتی تغییر کرد تا این موضوع را تنها پس از پایان جنگ جهانی دوم منعکس کند. با تصمیم ریاست شورای عالی اتحاد جماهیر شوروی در ۲۶ ژوئن ۱۹۴۶، همه ۱۶ جمهوری تشکیل دهنده بر روی این نشان نشان داده شدند. شعار دولتی اتحاد جماهیر شوروی روی ۱۶ نوار به ۱۶ زبان حک شده بود. کتیبه‌هایی به زبان آذربایجانی، ترکمن، ازبکی، تاجیک، قزاق، قرقیزی زبان‌ها بودند. به دلیل انتقال از خط لاتین به خط سیریلیک زبانهای مربوطه در اتحاد جماهیر شوروی به روز شد. همچنین چندین زبان از جمهوری‌های جدید اضافه شد: استونیایی، لتونیایی، لیتوانیایی، رومانیایی، مولداویایی و فنلاندی.

### نسخه چهارم و نهایی (۱۹۵۶–۱۹۹۱)

نسخه تمبر نشان شوروی مورد استفاده در مواد چاپی.

در سال ۱۹۵۶، کارلو-فنلاند SSR به کارلو-فنلاند اتحاد جماهیر شوروی تبدیل شد و به زودی این موضوع بر روی نشان دولتی اتحاد جماهیر شوروی منعکس شد. با تصمیم هیئت رئیسه شورای عالی اتحاد جماهیر شوروی در ۱۲ سپتامبر ۱۹۵۶، نواری که شعار دولت اتحاد جماهیر شوروی به زبان فنلاندی را نشان می‌داد حذف شد.
تغییر جزئی در کتیبه بلاروسی تصمیم هیئت رئیسه شورای عالی اتحاد جماهیر شوروی در ۱ آوریل ۱۹۵۸ بود.
نوشته‌های روی روبان‌ها (که به فارسی به عنوان «کارگرهای جهان متحد شوید!» ترجمه شده‌اند) به شرح زیر است:
| Left                                                                                         | Right                                                                                              |
| -------------------------------------------------------------------------------------------- | -------------------------------------------------------------------------------------------------- |
| ترکمنی: Әхли юртларың пролетарлары, бирлешиң! (Ähli ýurtlaryň proletarlary, birleşiň!)       | استونیایی: Kõigi maade proletaarlased, ühinege!                                                    |
| تاجیکی: Пролетарҳои ҳамаи мамлакатҳо, як шавед! (Proletarhoyi hamayi mamlakatho, yak şaved!) | ارمنی: Պրոլետարներ բոլոր երկրների, միացե՜ք (Proletarner bolor erkrneri, miac’ek’!)                 |
| لتونیایی: Visu zemju proletārieši, savienojieties!                                           | قرقیزی: Бардык өлкөлөрдүн пролетарлары, бириккиле! (Bardık ölkölördün proletarları, birikkile!)    |
| لیتوانیایی: Visų šalių proletarai, vienykitės!                                               | Moldovan Cyrillic: Пролетарь дин тоатe цэриле, уници-вэ! (Proletari din toate țările, uniți-vă!)   |
| گرجی: პროლეტარებო ყველა ქვეყნისა, შეერთდით! (P’rolet’arebo q’vela kveq’nisa, sheertdit!)     | ترکی آذربایجانی: Бүтүн өлкәләрин пролетарлары, бирләшин! (Bütün ölkələrin proletarları, birləşin!) |
| ازبکی: Бутун дунё пролетарлари, бирлашингиз! (Butun dunyo proletarlari, birlashingiz!)       | قزاقی: Барлық елдердің пролетарлары, бірігіңдер! (Barlyq elderdiń proletarlary, birigińder!)       |
| اوکراینی: Пролетарі всіх країн, єднайтеся! (Proletari vsikh krayin, yednaytesya!)            | بلاروسی: Пралетарыі ўсіх краін, яднайцеся! (Pralietaryi ŭsich krain jadnajciesia!)                 |
| روسی: Пролетарии всех стран, соединяйтесь! (Proletarii vsekh stran, soyedinyaytes′!)         | |

این نشان پس از انحلال اتحاد جماهیر شوروی حتی در اسکناس‌های روبل شوروی ظاهر شد تا اینکه در سال ۱۹۹۴ بسیاری از کشورهای پس از فروپاشی شوروی شروع به انتشار ارزهای خود کردند. استفاده عمومی از نشان شوروی در سال ۲۰۰۲ زمانی که روسیه و سایر جمهوری‌های سابق صدور گذرنامه شوروی را متوقف کردند، به‌طور رسمی پایان یافت. همچنان در مکان‌های عمومی در قلمرو روسیه ظاهر می‌شود.

## توضیحات
نشان دولتی نشان‌های سنتی شوروی چکش و داس و ستاره سرخ را در یک کره زمین نشان می‌دهد، و دو تاج گل از گندم سیاه پوشیده شده توسط «کارگران جهان متحد شوید!» در  زبان‌های رسمی جمهوری‌های شوروی، به ترتیب عکس در قانون اساسی شوروی ذکر شده‌اند. هر جمهوری شوروی (SSR) و جمهوری خودمختار شوروی (ASSR) نشان خود را داشتند که عمدتاً از نشان دولتی اتحادیه الهام گرفته شده بود.

## نگارخانه

نشان دولتی اتحاد جماهیر شوروی (۱۹۲۳–۱۹۳۱)
نشان دولتی اتحاد جماهیر شوروی (۱۹۳۱–۱۹۳۶)
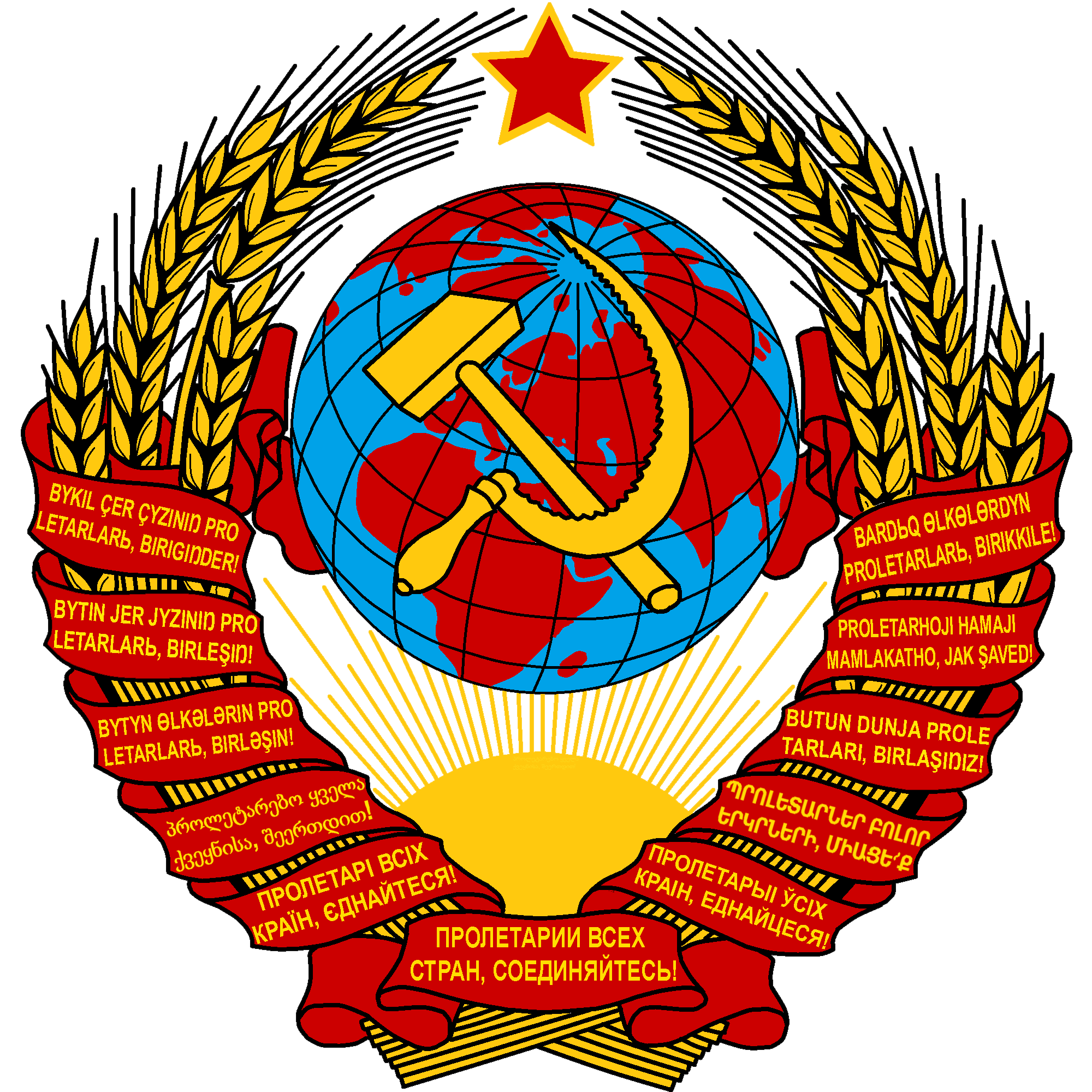
نشان دولتی اتحاد جماهیر شوروی (۱۹۳۶–۱۹۴۶)
نشان دولتی اتحاد جماهیر شوروی (۱۹۴۶–۱۹۵۶)
نشان دولتی اتحاد جماهیر شوروی (۱۹۵۶–۱۹۹۱)